# Молчановский сельсовет (Амурская область)
Молча́новский сельсове́т — сельское поселение в Мазановском районе Амурской области.
Административный центр — село Молчаново.

## История
3 декабря 2004 года в соответствии с Законом Амурской области № 384-ОЗмуниципальное образование наделено статусом сельского поселения.

## Население
| 2002 | 2010 | 2011 | 2012 | 2013 | 2014 | 2015 |
| ---- | ---- | ---- | ---- | ---- | ---- | ---- |
| 928  | ↗929 | ↘925 | ↘913 | ↘901 | ↘878 | ↗882 |
| 2016 | 2017 | 2018 | 2021 |      |      |      |
| ↗886 | ↘879 | ↘874 | ↘734 |      |      |      |

## Состав сельского поселения
| № | Населённый пункт | Тип населённого пункта       | Население |
| - | ---------------- | ---------------------------- | --------- |
| 1 | Молчаново        | село, административный центр | ↘455      |
| 2 | Поповка          | село                         | ↘419      |
| 3 | Спицыно          | село                         | →0        |